# 泉芳朗
泉 芳朗（いずみ ほうろう、1905年3月18日 - 1959年4月9日 ）は、日本の政治家、詩人、教育者。名瀬市長（1期）。

## 経歴
鹿児島県大島郡伊仙村生まれ。1924年3月、鹿児島県立第二師範学校（現・鹿児島大学教育学部）卒業。卒業後は、小学校の教員として鹿児島と東京の学校を転々とした。1931年、日本大学専門部国文科中退。
1950年8月、奄美大島社会民主党を結成し、書記長、中央執行委員長を歴任した。同年、群島議会議員選挙に同党公認で立候補したが、次点で落選した。1951年2月、奄美大島復帰協議会を結成して、議長となった。同年8月1日から5日まで日本復帰の断食祈願を行った。その後、奄美各地で決起集会が開かれ、参加者が24時間の断食を行うなどの広がりを見せた。1952年、祖国復帰郡民大会で日章旗の掲示を行った。その影響で、情報官から数回取り調べを受けた。
同年9月16日に名瀬市長に就任し、「祖国復帰運動」を行った。そして、1953年12月25日に奄美群島は日本に復帰した。1954年1月8日に市長を辞任した。その後、復帰後初めて実施される衆議院議員選挙に立候補した。右派社会党公認で立候補したが、定数1に対し8人が立候補し、全立候補者が法定得票数を獲得出来ず、再選挙となった。再選挙では、自由党の保岡武久に敗れた。1955年の第27回総選挙には立候補しなかった。1958年の第28回総選挙には社会党公認で立候補したが、再び保岡に敗れた。
1959年4月9日、詩集刊行のため上京中に急性肺炎により東京警察病院で死去した。

## 著書
- 『光は濡れてゐる : 抒情小詩』大地舎、1927年。NDLJP:1106384
- 『赭土にうたふ』大地舎、1928年。NDLJP:1175369
- 『泉芳朗詩集』泉芳朗詩集刊行会、1959年。